# نظام التصوير المحسن C

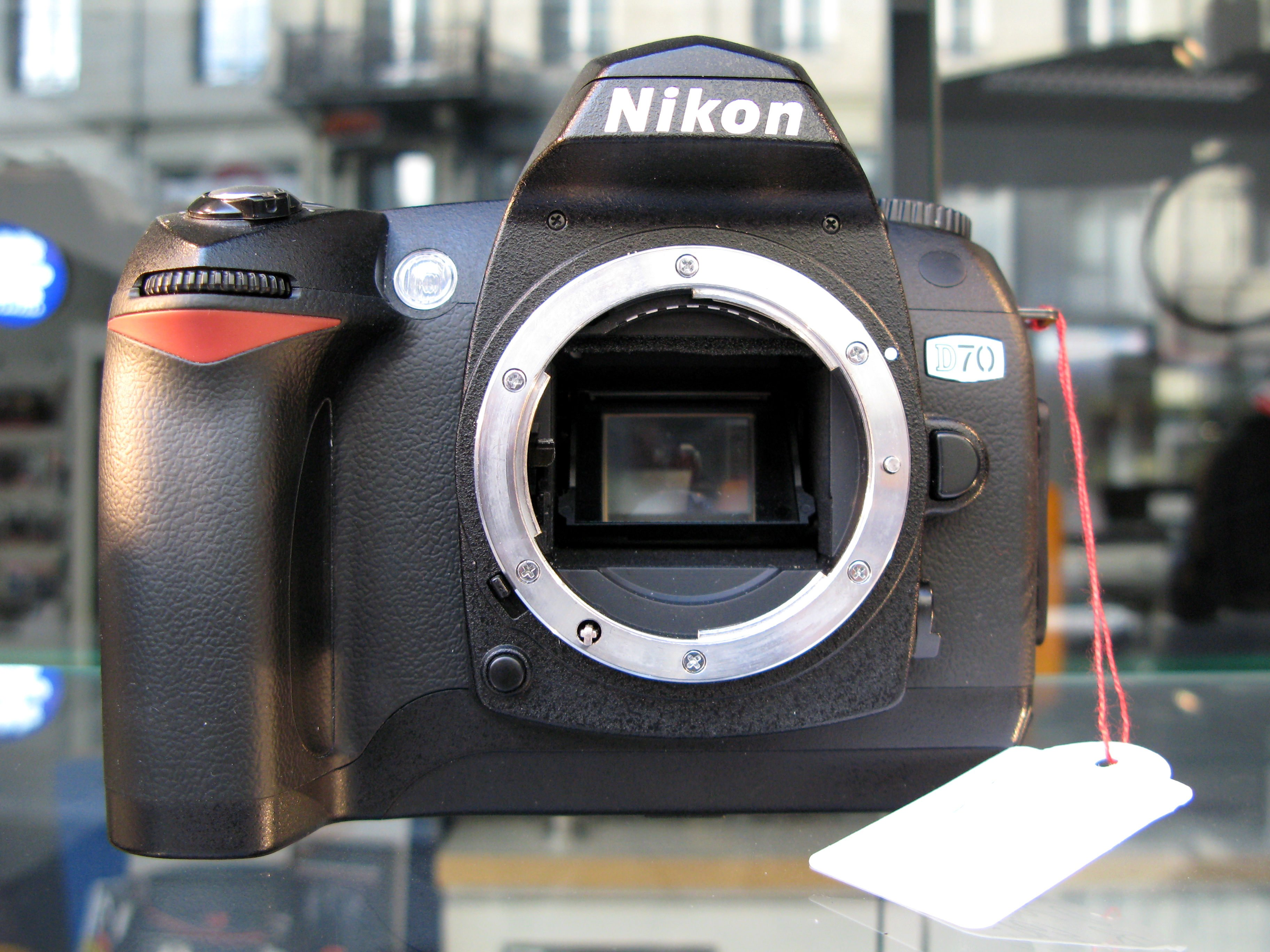

نظام التصوير المحسن النوع C  هو نظام يستعمل لقياس حساس الصورة وهو يعادل نظام التصوير المستخدم في الكاميرات الفيلمية القديمة، وتمتاز بسهولة تركيبها داخل الكاميرا، كما يمكن إخراج الفيلم من الكاميرا قبل الانتهاء منه كاملا ً ثم إعادته إلى الكاميرا لاكمال ما تبقى من الفيلم.